# 42plus
42plus ist ein österreichischer Spielfilm von Sabine Derflinger, der 2007 uraufgeführt wurde. In Deutschland kam er am 24. Juli 2008 in die Kinos. Mitwirkende sind Claudia Michelsen in der Hauptrolle und Tobias Moretti und Ulrich Tukur in tragenden Rollen. Außer Tukur teilt der Film auch das Thema der Sinnkrise einer über 40-jährigen Person, einen Ferienort als Schauplatz, die Sommerferienzeit und die erotische Libertinage mit dem Komödiendrama Ein fliehendes Pferd (2007).
Sabine Derflinger sagte über ihren Film: „Eigentlich geht es in meinen Filmen immer um das Gleiche, um die Sehnsucht nach Liebe, um die Schwierigkeit der Balance zwischen Geborgenheit und Freiheit.“

## Handlung
Christine, erfolgreiche Chefredakteurin einer Talkshow, ihr Mann Georg, Spitalarzt, sowie die 14-jährige Tochter Sonja machen Ferien in ihrem Domizil auf Ischia, einer italienischen Insel, gelegen im Golf von Neapel. Christine hat kurz zuvor mit ihrem langjährigen Liebhaber Martin Schluss gemacht. Georg und Christine sind seit Jahren mit Martin und dessen Frau Linda befreundet. Auch Georg hat eine Geliebte.
Christines 42. Geburtstag fällt in die Ferienzeit, ihr Mann und ihre Tochter haben sich einige Überraschungen einfallen lassen, dazu gehört auch, dass Martin und Linda wie aus dem Nichts auftauchen, um persönlich zu gratulieren. Christine ergreift daraufhin die Flucht und verbringt die Nacht mit dem jungen Studenten Tamaz, der es sich in ihrem Bett bequem gemacht hatte, als sie ihr Schlafzimmer in ihrem Ferienhaus betrat. Bei ihrer Rückkehr erzählt ihr Linda, dass sie schon lange wisse, dass Christine seit fast fünf Jahren ein Verhältnis mit ihrem Mann habe, und ihr sogar dankbar sei, denn so lange das so sei, würde er sie nicht verlassen.
Als Christine Tamaz erneut ins Hotel bestellt, in dem sie die Nacht mit ihm verbracht hat, erscheint er zu ihrer großen Enttäuschung nicht. Als Georg später mit ihr schlafen will, entzieht sie sich ihm. In einem Gespräch mit seiner Tochter gesteht er dieser, dass er Angst habe, denn er glaube, dass ihre Mutter ihn verlassen wolle.
Als Tamaz in Christines Feriendomizil auftaucht, bringt er sie dazu, dort mit ihm zu schlafen. Zur selben Zeit unterhalten sich Georg und Martin auf der Terrasse eines Hotels. Der Verdacht steht im Raum, dass Christine Krebs haben könnte. Später wird jedoch Entwarnung gegeben. Nach einiger Zeit gesellen sich Christine und Tamaz zu ihnen. Christine stellt ihn als ihren neuen Liebhaber vor. Wieder im Ferienhaus kommt es zu einem erbitterten Streit zwischen den Eheleuten, Georg lässt sich hinreißen, Christine zu schlagen. Sie flüchtet an den Strand, wo Tamaz und weitere junge Leute eine Party feiern. Zur etwa selben Zeit schläft Sonja das erste Mal mit ihrem italienischen Freund Marco.
Am Ende trifft Christine eine Entscheidung, sie lässt Tamaz durch Linda, die sich von Martin getrennt hat, einen Brief zukommen, in dem sie ihn sozusagen an Linda weiterreicht, mit der er Liebe machen soll, sucht die Freundin ihres Mannes auf, um einige Dinge zu klären und akzeptiert Georgs Entschuldigung. Es sieht ganz so aus, als wollten Georg und sie ihr Zusammenleben fortsetzen, diesmal aber ehrlich miteinander umgehen.

## Produktion, Veröffentlichung

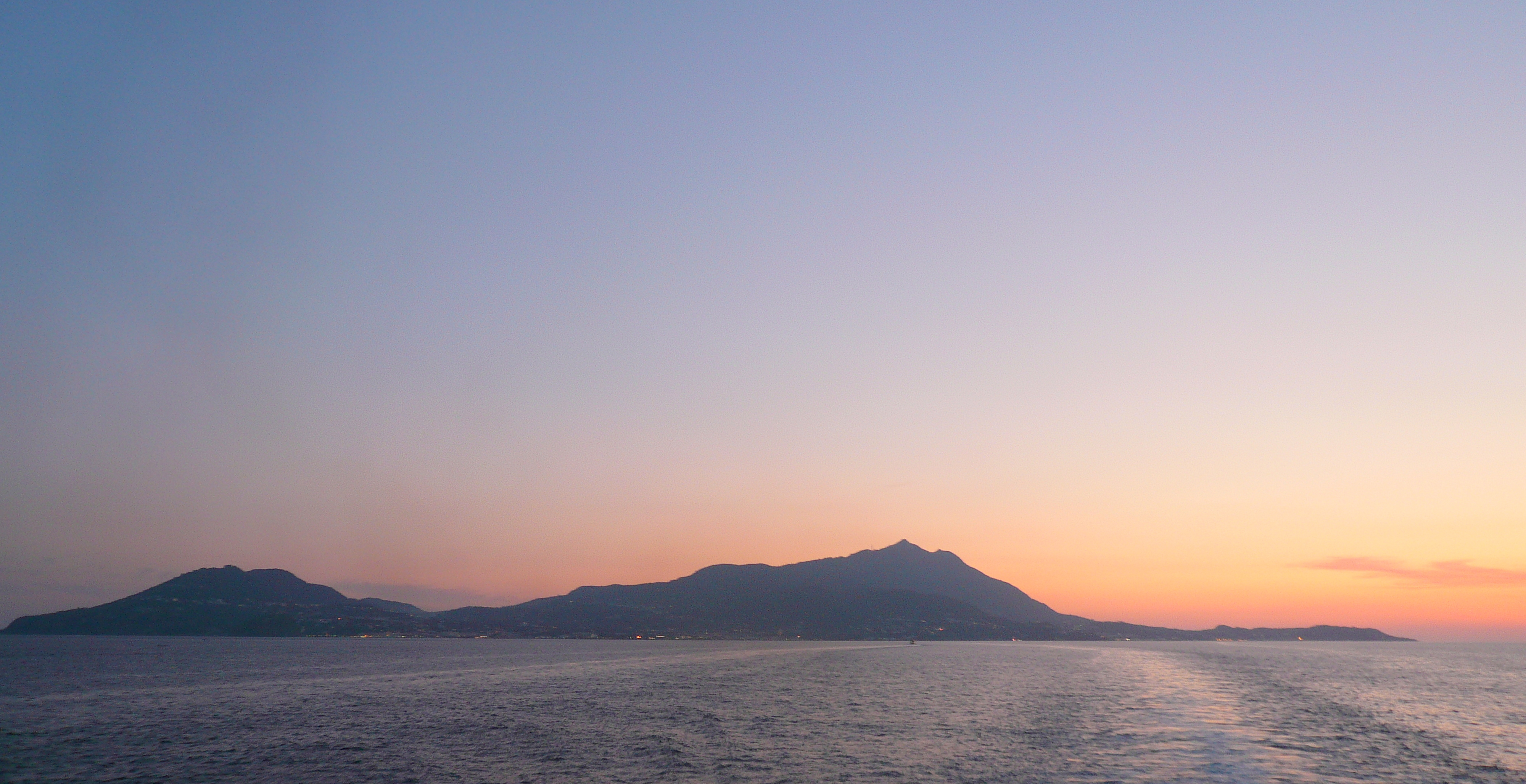
Silhouette von Ischia, einer der Drehorte und Ort der Handlung des Films

Die Filmaufnahmen für den von der Dor Film Produktionsgesellschaft produzierten Film entstanden im Zeitraum 16. Mai bis 29. Juni 2006 in Wien sowie auf der italienischen Insel Ischia im Golf von Neapel.
Erstaufgeführt wurde 42plus am 19. März 2007 auf dem Diagonale Filmfestival in Graz, bevor der Film ab dem 13. April 2007 in den österreichischen Kinos anlief. In Deutschland hatte er am 24. Juli 2008 Premiere. Schreibweise des Arbeitstitels 42 plus.

## Kritik
In der Bild wertete Oliver Kube den Film als „eine durchgehend locker-leichte Sommer-Dramedy mit Top-Darstellern“. Gemäß Ulrich Kriest vom film-dienst tauge 42plus allenfalls fürs Fernsehen, nicht aber fürs Kino. Er fand das Drehbuch thesenhaft, die Dialoge „theaterhaft-papieren“ und die Erzählung „so klischeehaft, dass es schmerzt“. Einzig Claudia Michelsens Spiel lohne das Anschauen. epd Film-Kritiker Kai Mihm hielt dem Film zugute, dass er versuche, von einer Beziehung ohne Humorismus zu erzählen, und ohne „die seichten Herzschmerzklischees deutscher Fernsehfilme“. Der anfänglich angenehm überraschende Realismus kippe aber rasch in reine Langeweile. Zwar spielten die Darsteller gut, müssten aber papierene Dialoge sprechen. Claus Philipp vom österreichischen Standard fragte sich, ob zwecks „Risikominimierung im Sinne der Geldgeber“ eine „stimmigere Geschichte quasi zu Tode kuriert“ worden sei. Ein paar Schauspielstars simulierten Gefühle, die Dialoge seien hanebüchen, auf eine profunde Auseinandersetzung mit dem heimischen Bürgertum müsse man weiter warten.
Kinofilmwelt war der Ansicht, dass es nur Derflingers „eindrucksvolle[r] Besetzung“ zu verdanken sei, dass diese „teils melodramatische Geschichte“ nicht „schnell banal, peinlich oder langweilig“ geworden sei. Doch ließen „Claudia Michelsen als Christine, Ulrich Tukur als ihr Ehemann und Tobias Moretti als Liebhaber und Freund des Hauses“ das Drama „zu einer intensiven Beziehungsstudie werden“. Alles in allem wurde festgestellt, „eher sehenswert für die reiferen Zuschauer“.
Auch Prisma war angetan von einer „großartigen Besetzung“ in einem „gut gespielte[n] Beziehungs-Fünfeck“. Neben den „pointierten Dialogen“ sei „Claudia Michelsen ein Volltreffer in Sabine Derflingers Ehedrama“. Ihr gelinge es, „das glaubwürdige Porträt einer reifen, sinnlichen, von unausgelebten Sehnsüchten zerrissenen Frau zu zeichnen“. Fazit: „Ein sehenswerter Film über die Liebe, Affären und das Älterwerden.“
Kino.de sprach von einem klugen Frauenfilm, einer „ironische[n] Liebeskomödie um die hormonellen Wirren einer 42-Jährigen, die plötzlich ganz neue Wünsche entdeckt, welche ihr bürgerliches Traumleben nicht erfüllen kann“. Weiter hieß es, Sabine Derflinger behandle „Midlifecrisis und Seitensprünge erfrischend bissig“.
Cinefacts.de schrieb, der Film wirke „wie eine beschwingte, aber auch tiefgründige Dramenkomödie französischer Spielart. Künstlich und lebenssatt zugleich“. Weiter war die Rede von „pointierten Dialogen“, „zwei wunderbare[n] Hauptdarsteller[n], die die spitzzüngigen, vordergründig so souveränen Eheleute mit der perfekten teutonischen Unterkühlung, unter der doch nur stille Verzweiflung und Leere“ gäre, spielten. Fazit: „Amüsanter, ironischer und nicht zuletzt dank der sehenswerten Darsteller spannender französischer Sommerfilm mit österreichischem Biss.“
Christian Buß von Spiegel Online befasste sich mit der Leistung der Hauptdarstellerin Claudia Michelsen, deren Rolle in diesem Film „ein Gewaltakt für jede Schauspielerin“ sei. Michelsen stemme diese Aufgabe als „Balanceakt zwischen Selbstauslöschung und Selbstfindung“. Des Weiteren befand er, es gebe „wenige deutsche Schauspielerinnen, von denen man sich vorstellen könnte, ihnen bei einem solch Selbstbefreiungstrip zuschauen zu wollen. Claudia Michelsen gehör[e] dazu“.
Für Andrea Niederfriniger von Filmreporter.de stellte sich der Film als „leichte Sommerkomödie mit hintergründigem Thema“ dar, dessen „Charaktere“ „gut“ gezeichnet seien. Trotz des sich „abzeichnenden Dramas“ verliere der Film „nie seine lockere, leichte Atmosphäre“. Auffallend sei die starke schauspielerische Leistung von Claudia Michelsen. „Ebenso beeindruckend“ sei auch Tobias Moretti als „unsympathischer Liebhaber und liebloser Ehemann“.

### Gespräch
- Mit Sabine Derflinger im Standard, 20. März 2007: Die Angst, dass einem die Luft ausgeht

### Kritikenspiegel
Positiv
- Bild Der ganz normale Urlaubs-Wahnsinn
- Prisma 42 plus
- Kino.de „42plus“: Statt auf laute Dramen und fliegendes Geschirr, setzt Sabine Derflinger in ihrem klugen Frauenfilm auf leisere Töne und genaue Beobachtung.
- Cinefacts.de „42plus“
- Filmreporter.de „42plus“. Leichte Sommerkomödie mit hintergründigem Thema

Eher positiv
- Kinofilmwelt 42plus
- Spiegel Online, Christian Buß: Frauendrama „42plus“. Kamikazeflug in die Glückseligkeit

Eher negativ
- epd Film Nr. 7/2008, S. 44, von Kai Mihm: 42plus
- film-dienst Nr. 15/2008, S. 25, von Ulrich Kriest: 42plus

Negativ
- Der Standard, 11. April 2007, von Claus Philipp: “Knapp verfehltes Glück” – daneben …